# Чокнутая бывшая
«Чо́кнутая бы́вшая», или «Безу́мная бывшая де́вушка» (англ. Crazy Ex-Girlfriend) — американский комедийно-драматический телесериал, созданный Рэйчел Блум, исполняющей ведущую роль, и Алин Брош Маккенной, премьера которого состоялась на канале The CW 12 октября 2015 года.
2 апреля 2018 года сериал был продлён на четвёртый и финальный сезон, который будет состоять из 18 эпизодов. Его премьера состоялась 12 октября 2018 года.

## Сюжет
Ребекка Банч — выпускница Йельского и Гарвардского университетов, адвокат, работающая в успешной нью-йоркской фирме. Начав паниковать после получения предложения о повышении, Ребекка случайно сталкивается с Джошем Ченом, её первой любовью, с кем она встречалась в летнем лагере в 2005 году. Джош рассказывает ей, что не смог прижиться в Нью-Йорке и вернулся в Уэст-Ковину. Увидев рекламу масла по телевизору, Ребекка решает последовать за Джошем в поисках своего счастья. Она переезжает в Калифорнию и получает работу в юридической фирме Дэррила Уайтфезера.

## Актёры и персонажи

### Основные персонажи
- Рэйчел Блум — Ребекка Нора Банч: адвокат из Нью-Йорка. Страдая от депрессии, она принимает решение в корне изменить свою жизнь и переезжает в Уэст-Ковину в попытке вернуть своего бывшего парня Джоша. Лечится у психиатра. Есть генетическая дочь Хебекка.
- Винсент Родригес III — Джошуа «Джош» Феликс Чен: бывший парень Ребекки, в которого она влюблена. Самовлюблён, зациклен на себе. Бросает Ребекку у алтаря.
- Сантино Фонтана — Грег Серрано: бармен и один из лучших друзей Джоша, испытывающий чувства к Ребекке. Имеет привычку отступать при первых трудностях. Покидает Уэст-Ковину ради обучения в университете Эмори и того, чтобы отстраниться от нездоровых отношений с Ребеккой, несмотря на то, что любит её. Страдает от алкоголизма. (сезоны 1—2)
- Донна Линн Чамплин — Пола Проктор: коллега и лучшая подруга Ребекки. По ходу сериала поступает в юридическую школу. Замужем, имеет двоих детей.
- Пит Гарднер — Дэррил Уайтфезер: начальник Ребекки и глава фирмы «Whitefeather & Associates». Разведённый отец среднего возраста. По ходу сериала осознаёт себя как бисексуала и начинает встречаться с Джошем Уилсоном. Две дочери.
- Велла Ловелл — Хезер Дэвис: соседка Ребекки. Уже восемь лет обучается в колледже, потому что ей нравится быть студенткой. Выносила ребёнка Дэррила и Ребекки.
- Габриэль Руис — Валенсия Мария Перес: девушка Джоша до конца первого сезона. Со 2 сезона — подруга Ребекки. Работает инструктором по йоге. Организовала не состоявшуюся свадьбу Ребекки и Джоша, после чего работает организатором вечеринок. В отношениях с девушкой-коллегой.
- Дэвид Халл — Джош Уилсон: друг Джоша, также известный по прозвищам «Белый Джош» и «БелДжо», инструктор по фитнесу. Открытый гей. Начинает встречаться с Дэррилом после того, как тот совершает каминг-аут как бисексуал. (Повторяющаяся роль в 1 и 2 сезонах; основная в 3 сезоне.)
- Скотт Майкл Фостер — Натаниэль Плимптон III: успешный адвокат и новый начальник Ребекки, представленный во 2 сезоне после покупки им фирмы «Whitefeather & Associates». Эгоист и циничный тип, который пытается исправиться. (Повторяющаяся роль в 1 и 2 сезонах; основная в 3 сезоне.)

## Обзор сезонов
| Сезон | Сезон | Эпизоды | Дата показа     | Дата показа     | Рейтинг Нильсона | Рейтинг Нильсона       |
| Сезон | Сезон | Эпизоды | Премьера        | Финал           | Ранк             | Зрители США (миллионы) |
| ----- | ----- | ------- | --------------- | --------------- | ---------------- | ---------------------- |
|       | 1     | 18      | 12 октября 2015 | 18 апреля 2016  |                  |                        |
|       | 2     | 13      | 21 октября 2016 | 3 февраля 2017  |                  |                        |
|       | 3     | 13      | 13 октября 2017 | 16 февраля 2018 |                  |                        |
|       | 4     | 18      | 12 октября 2018 | 5 апреля 2019   | 213              | 0.57                   |

## Производство
Прежде чем переместиться на The CW, сериал изначально разрабатывался для кабельного канала Showtime. Сценарий пилотного эпизода был куплен телеканалом в октябре 2013, а в июне 2014 года канал заказал съемки пилотного эпизода. 9 февраля 2015 года Showtime объявил, что не будет продолжать проект, так как он не подходит им по жанру.
7 мая 2015 года широковещательная сеть The CW, также как и Showtime принадлежащая CBS Corporation, заказала сериал для трансляции в сезоне 2015—2016 годов. Формат шоу был изменён с получасового на часовой, а сам пилот был подвергнут значительной переработке, чтобы он мог выходить на национальном телевидении. Позже было объявлено, что «Чокнутая бывшая» будет выходить по понедельникам в паре с отмеченной наградами комедией «Девственница Джейн». Сериал планировался для выхода сезоне 2016—2017 годов, однако главе The CW настолько понравился проект, что они с его авторами сумели разработать его переработку в течение двух недель в апреле 2015 года, что и привело к его заказу на осень. Сам сценарий пилота Showtime в версии The CW остался без изменений, в него были добавлено лишь более существенное количество экранного времени для второстепенных персонажей.
11 марта 2016 года сериал был продлён на второй сезон. 8 января 2017 года сериал был продлён на третий сезон.

### Кастинг
30 сентября 2014 года Сантино Фонтана, Донна Линн Чамплин, Майкл Макдональд и Винсент Родригес III получили регулярные роли в проекте. С «переездом» сериала на The CW, сериал претерпел изменения в актёрском составе, и Майкл Макдональд покинул шоу, а на его роль был взят Пит Гарднер. Через некоторое время к шоу присоединилась Велла Ловелл.
23 мая 2016 года было объявлено, что Габриэль Руис была повышена до регулярного состава шоу, начиная со второго сезона. В ноябре 2016 было объявлено об уходе из сериала Сантино Фонтаны.
5 апреля 2017 года было объявлено, что Дэвид Халл и Скотт Майкл Фостер были повышены до регулярного состава шоу, начиная с третьего сезона.

## Реакция
Сериал получил похвалу от критиков, однако не имел успеха в рейтингах. В 2016 году Рэйчел Блум выиграла премию «Золотой глобус» за лучшую женскую роль в телевизионном сериале — комедия или мюзикл за роль в шоу.